# Calamites
Calamites var en slægt af primitive og uddøde træagtige padderokplanter, der forekom sidst i kultiden og forsvandt igen i tidlig Perm. De blev over 10 m høje med talrige grene og sidegrene med mange små blade der dannede en aflang og tæt, busket krone.
Stammen dannede en form for ved men var hul, og mindede således om bambus. Også moderne padderokplanter har hule stængler, men intet ved og er typisk meget mindre – dog findes der tropiske arter der kan nå en højde på 8 m.
Ligesom nulevende padderokplanter formerede de sig dels ved sporer og dels ved hjælp af jordstængler.
- Wikimedia Commons har flere filer relateret til Calamites

| Botanik | Spire Denne botanikartikel er en spire som bør udbygges. Du er velkommen til at hjælpe Wikipedia ved at udvide den. |